# Mentodus rostratus
El Mentodus rostratus es una especie de pez marino de la familia de los platitróctidos.

## Morfología
De morfología similar a otras especies de la familia, la longitud máxima descrita es de 32,2 cm.

## Distribución y hábitat
Es un pez marino batipelágico, que habita las aguas profundas en un rango entre los 980 y 2.100 metros. Es abundante en las aguas profundas del centro del océano Atlántico, pero se distribuye de forma amplia por la casi totalidad del Atlántico y el océano Índico, así como por el noroeste del océano Pacífico y probablemente también en el noreste. Debido a la rareza de esta especie se sabe poco acerca de su hábitat y ecología.